# John Vorster
John Vorster, właśc. Balthazar Johannes Vorster, B.J. Vorster (ur. 13 grudnia 1915 w Jamestown, zm. 10 września 1983 w Kapsztadzie) – południowoafrykański polityk, przed wojną działacz nazistowski, premier RPA w latach 1966–1978, prezydent w latach 1978–1979.

## Życiorys
Już od młodości związał się politycznie ze skrajną prawicą. Był jednym z głównych przeciwników przystąpienia Związku Południowej Afryki do wojny z Niemcami w 1939 roku. Za działalność w narodowosocjalistycznej organizacji Ossewabrandwag został w 1944 roku internowany przez władze brytyjskie w obozie w Koffiefontein.
Po wojnie zaangażował się w działalność Partii Narodowej, z której ramienia został wybrany do parlamentu w roku 1953. W 1961 roku został ministrem sprawiedliwości w rządzie Hendrika Frenscha Verwoerda. Po udanym zamachu na życie tego ostatniego w 1966 roku, Vorster objął tekę premiera. Kontynuował politykę poprzedników w kwestiach wewnętrznych, lecz zrewidował politykę zagraniczną. Poprawił stosunki z innymi krajami afrykańskimi, m.in. ich dyplomatom pozwolił mieszkać w częściach miast wydzielonych dla białych. Odciął się również od najbardziej radykalnych towarzyszy partyjnych. Po dwunastu latach, w 1978 roku, został zastąpiony na stanowisku przez Pietera Willema Bothę a sam objął urząd prezydenta. Jak się okazało, na krótko.
Po niespełna roku, w 1979 roku, został zmuszony do ustąpienia w wyniku skandalu politycznego związanego z nieprawidłowościami i korupcją w finansowaniu akcji propagandowej, polepszającej wizerunek RPA na zewnątrz. Po tych wydarzeniach usunął się z życia politycznego.